# パスツレラ・ムルトシダ
パスツレラ・ムルトシダ(学名:Pasteurella multocida)とはパスツレラ科に属するグラム陰性、非運動性の球桿菌であり、ペニシリン感受性を有する。パスツレラ・ムルトシダは人獣共通感染症を引き起こし、主にペットからの咬傷あるいは創傷に起因する。パスツレラ・ムルトシダは多くの哺乳類と鳥類の呼吸器における正常微生物群の一員であり、症状を示さない。培養には血液寒天培地、DSA培地、YPC培地などが用いられる。